# RobTopGames
RobTopGames(본명: Robert Nicholas Christian Topala)는 Geometry Dash를 만든 스웨덴의 게임 개발자이다. 1인 개발사이다. 1987년 2월 23일 출생했다.

## 같이 보기
- 지오메트리 대시